# Галеб Никачевић
Галеб Никачевић Хаши-Јаре (Београд, 8. октобар 1982) српски је новинар и водитељ подкаста.

## Биографија
Галебов отац је био дипломата Мохамед Хаши-Јаре пореклом из Сомалије, који је рођен као најстарији син од деветоро деце. Он је преминуо када је Галеб имао три године, 1986. године. Потицао је из племена Хавија, које је највеће од шест племена у Сомалији и чини више од 50% становништва те државе. Тамошња племена су подељена на кланове, а највећи клан племена Хавије је Хаши. Галеб је прворођени син прворођеног сина, што је веома важно у исламској традицији. Његово одгајање преузео је на себе други старији брат Адбул Кадир, који је због ратних разарања дошао у Србију. Већи део одрастања ипак проводи са мајком Иванком и са годину дана старијом сестром Батул (Баћа) Никачевић Хаши Јаре, која има Даунов синдром.
Каријеру је започео као новинар на ТВ Метрополис.
Радио је за МТВ Адрија као водитељ, музички уредник и заштитно лице МТВ-ја на Балкану. Био је водитељ програма Тин Ток 2016. године, организатора магазина Браво, у сарадњи са Теленором.
Био је уредник портала VICE. Године 2019. био је уредник портала Noizz, али шест месеци касније даје отказ, како би започео свој подкаст под називом „Агеласт” 2020. године, који убрзо постаје један од водећих у Србији са више од 170.000 пратилаца на Јутјубу, 200.000 јединствених слушалаца на аудио платформама.
Године 2019. добија ћерку у браку са Сандром Планојевић.